# Daïra de Sidi Djillali
La daïra de Sidi Djillali est une daïra d'Algérie située dans la wilaya de Tlemcen et dont le chef-lieu est la ville éponyme de Sidi Djillali.

## Localisation
La daïra est située au sud-ouest de la wilaya de Tlemcen.

## Communes de la daïra
La daïra de Sidi Djillali est composée de deux communes : El Bouihi et Sidi Djillali.